# Aimyon
Aimyon (あいみょん?; Nishinomiya, 6 marzo 1995) è una cantautrice giapponese.

## Biografia
Fin da bambina è stata influenzata da sua nonna, ella stessa cantante e da suo padre che era un ingegnere del suono. Negli anni della scuola media ha iniziato a scrivere le sue prime canzoni e a fare cover con una chitarra acustica regalata dal suo ex insegnante di inglese. Durante il liceo una sua amica ha inviato una domanda ad una audizione a sua insaputa, e si è qualificata finalista. Dopo essersi diplomata, un suo video su YouTube ha attirato l'attenzione della etichetta musicale Lastrum Music Entertainment.
Ha scritto il testo della canzone  Time Goes By, terzo singolo della boy band Johnny's West, uscita il 4 febbraio 2015. A marzo fa il suo debutto indie con il singolo Anata kaibou junaika (Shine), due mesi dopo pubblica il suo primo EP, Tamago, e a dicembre il secondo, Nikumarekko yo ni habakaru.
Aimyon ha firmato un contratto con Unborde, sottoetichetta della Warner Music, con cui ha pubblicato il suo singolo di debutto Ikite itanda yona il 30 novembre 2016. A settembre del 2017 viene pubblicato il suo primo album in studio, Excitement of Youth, che ottenne subito un buon successo commerciale. Il 31 dicembre 2018, ha fatto la sua prima apparizione alla 69 edizione Kōhaku Uta Gassen di NHK, programma musicale della vigilia di Capodanno, e ha cantato la canzone Marigold.
Il suo secondo album, Momentary Sixth Sense viene pubblicato a febbraio del 2019 e ha venduto finora più di 290 000 copie. A settembre del 2020 arriva il terzo album, Heard That There's Good Pasta, guidato dal singolo di successo Hadaka no kokoro, canzone che viene cantata nella seconda apparizione di Aimyon al Kōhaku Uta Gassen il 31 dicembre 2020.
Nel 2023 è la doppiatrice originale giapponese del personaggio di Himi nel film il ragazzo e l'airone di Hayao Miyazaki.

## Discografia

### Album in studio
- 2017 – Excitement of Youth
- 2019 – Momentary Sixth Sense
- 2020 – Heard That There's Good Pasta

### EP
- 2015 – Tamago
- 2015 – Nikumarekko yo ni habakaru
- 2018 – Ai wo tsutaetaida toka

### Singoli
- 2015 – Anata kaibou junaika (Shine)
- 2016 – Ikite itanda yo na
- 2017 – Ai wo tsutaetaida toka
- 2017 – Kimi wa Rock wo kikanai
- 2018 – Only Under the Full Moon
- 2018 – Marigold
- 2018 – Let the Night
- 2019 – Haru no hi
- 2019 – The Smell of a Midsummer Night
- 2019 – Her Blue Sky
- 2020 – Naked Heart

### Collaborazioni
- 2018 – Nakidashisou da yo (Radwimps feat. Aimyon)
- 2019 – Kiss dake de (Masaki Suda feat. Aimyon)
- 2020 – Kaibutsusan (Ken Hirai feat. Aimyon)

## Riconoscimenti
- FM Q League Award
  - 2017 – Grand Prix per Kimi wa Rock wo kikanai[13]
- Space Shower Music Award
  - 2019 – Best Creative Works[14]
- MTV Japan
  - 2019 – Best Female Video per Let the Night[15]
- Japan Record Award
  - 2019 – Excellence Album Award per Momentary Sixth Sense
- Billboard Japan Music Awards
  - 2019 – Artist of the Year
- MAMA Award
  - 2019 – Miglior artista asiatico[16]
- CD Shop Awards
  - 2020 – Finalist Award per Momentary Sixth Sense[17]
- Space Shower Music Awards
  - 2020 – Best Female Artist[18]